# Шарлотта Австрийская
Шарлотта Австрийская (нем. Charlotte von Österreich; 1 марта 1921, Пранжен, Во — 23 июля 1989, Мюнхен) — австрийская принцесса, дочь императора Австрии Карла I и Циты Бурбон-Пармской. Была известна под именем Шарлотта де Бар во время службы социальным работником в США в 1943—1956 годах.

## Биография
Шарлотта Австрийская родилась в Пранжене, Швейцария, где австрийская императорская семья жила в изгнании после распада Австро-Венгерской империи после Первой мировой войны. Во время изгнания её семья жила в разных странах: после отъезда из Швейцарии они отправились на португальский остров Мадейра, где через месяц после первого дня рождения Шарлотты ее отец заболел воспалением лёгких и умер. Её сестра Елизавета родилась спустя два месяца. Позже они поселились в Бельгии, прежде чем покинуть Европу, чтобы бежать в США от нацистов. Переехав в Канаду со своей семьёй, она получила учёную степень по экономике и общественным наукам в Университете Лаваля в 1942 году и после возвращения в штаты окончила Фордемский университет. В 1943 году эрцгерцогиня Шарлотта стала социальным работником в районе Восточного Гарлема на Манхэттене под именем Шарлотта де Бар.
В мае 1956 года Шарлотта обручилась с Георгом, герцогом Мекленбургским и главой Мекленбург-Стрелицкого дома. Они поженились на гражданской церемонии 21 июля 1956 года в Пёккинге, Германия, и четыре дня спустя обвенчались. После вступления в брак она ушла с работы. Её муж герцог Георг умер 6 июля 1963 года; у них не было детей.
Эрцгерцогиня Шарлотта умерла в Мюнхене через четыре месяца после смерти своей матери.